# 술산초등학교
술산초등학교는 대한민국 전북특별자치도 군산시에 있는 공립 초등학교이다.

## 학교 연혁
- 1937년 6월 1일: 4년제 술산공립보통학교 개교

## 참고 자료
- 술산초등학교 - 한국교육학술정보원 학교알리미